# Юйцян
Юйцян — сын Чжуаньсюя, внук Нефритового Императора, управляющий ветрами, течениями и волнами.

## Легенда о путешествии Юйцяна
Когда-то Юйцян плавал в Северном море в виде огромной рыбы Кунь. Однако, он был оскорблён, узнав что на юге к нему относятся без уважения и почтения. Юйцян превратился в птицу Пэн (разновидность Фэн-хуана) и полетел от Северного моря к Южному. Течения в море изменили направление, летнее тепло сменилось зимним холодом. Когда Юйцян долетел до Южного моря, он отдохнул и вернулся назад в Северное море. Юйцяну понравилось это путешествие. С тех пор он одну половину года проводит в Северном море, другую - в Южном. В облике повелителя ветров, Юйцян похож на чёрную птицу с человеческой головой. Крылья птицы закрывают небо, а перья свисают до земли, представляя собой ничто иное как смерчи. В облике хозяина моря, Юйцян похож на рыбу с руками и ногами. Ездит он на двух драконах (как и Чжу-жун).